# 馬濟時總督大馬路
馬濟時總督大馬路（葡萄牙語：Avenida do Governador Jaime Silvério Marques），位於澳門半島東南部，從北端柏林街起，延伸至孫逸仙大馬路，長450米。現今為外港新填海區其中一條重要的交通道路。

## 歷史
馬濟時在澳門做總督時的成就非常重要的，直接影響現今澳門的經濟發展和文物建築的基礎。他的成就包括1960年時任命另一個歷史文物的工作組，來“研究和提出適當的包括措施以保護和重視歷史和藝術文物”，雖然當時文物建築的概念，僅限於小小的樓宇，砲台，宮殿和教堂，但他的小組卻為澳門政府文化保育的理念打下了深遠的基礎。在1961年時將澳門做成一個“恆久性的博彩區”，而在1974年，他參加康乃馨革命，成為民族拯救軍政府的成員之一。
馬濟時總督大馬路的由來可以從馬濟時在60年代初做總督時，意識到當時澳門博彩壟斷狀況下細小的經濟體系很難突圍發展，於是便向當時的葡萄牙政府建議將澳門劃為“特殊娛樂”的旅遊區，並改革賭牌競投方法，自此以後，澳門才開始正規且現代化的博彩業。為感謝他的成就，澳葡政府把外港新填海區的一條馬路命名為“馬濟時總督大馬路”來紀念他的成就。

## 主要地點
- 大豐銀行總行[註 1]
- 南岸花園
- 建興龍廣場（興海閣、建富閣）
- 小海燕托兒所
- 雙鑽
- 澳門貿易投資促進局[4]
- 澳門青年創業孵化中心
- 澳門發展銀行（雙鑽總行）

## 交通

### 公共巴士
M250 新口岸／柏嘉街（NAPE／Rua Cidade de Barga）
路線：1A、17S、23、50、N1A、N2
M251 捐血中心（Centro Transfusões Sangue）
路線：3A、3AX、5X、8、10A、12、23、50、MT5
M252 新口岸／科英布拉街（NAPE／Rua de Coimbra）
路線：1A、17S、39
M253 宋玉生廣場／建興龍（Al. Dr. C. d’Assumpção／Kin Heng Long）
路線：1A、23、50、N1A
M258 宋玉生廣場／東南亞（Al. Dr. C. d’Assumpção／Tong Nam Ah）
路線：3AX、10A、17、17S